# Úherce (okres Louny)
Obec Úherce (v místním nářečí Ouřece), německy Auretz) leží v nadmořské výšce 305 metrů sedmnáct kilometrů jihovýchodně od města Louny v okrese Louny v kraj Ústeckém kraji. Žije zde 101 obyvatel. Jižně od obce prochází dálnice D7, která spojuje Chomutov s Prahou. Katastrální výměra obce je 347 ha.

## Název
Název vesnice je odvozen z označení obyvatele Uher. V historických pramenech se jméno objevuje ve tvarech: Vgercih (1088, 1222), Vgrez (1115), Vghrec (1222),k Vhertzy (1300), Vhhrzyecz (1417), Wzrzyczych (1454), u Huoherce (1490), Auřitz (1785) a Auřetz nebo Auřitz (1845). Existuje také lidové označení Ouřece.

## Historie
Na východním okraji vesnice bylo koncem devatenáctého století odkryto slovanské pohřebiště vužívané především v jedenáctém století. Na jeho výzkumu se podílel Josef Ladislav Píč. Kromě pozůstatků rakví nebo dřevěného obložení hrobových jam archeologové nalezli pohřební výbavu mrtvých tvořenou především esovitými záušnicemi, skleněnými perlami a čelenkou z bronzového drátku. Na jednom z náhrdelníků byly použity také jantarové perly a perla z tepaného stříbrného plechu. Jedna z koster měla v ruce denár knížete Vratislava II. Nálezy vaječných skořápek a kostry malého ptáka, položené údajně na čele jedné z lebek, dokládají předkřesťanské pohřební zvyklosti.
První písemná zmínka o vesnici pochází již z roku 1088.

## Obyvatelstvo
|           | 1869 | 1880 | 1890 | 1900 | 1910 | 1921 | 1930 | 1950 | 1961 | 1970 | 1980 | 1991 | 2001 | 2011 |
| --------- | ---- | ---- | ---- | ---- | ---- | ---- | ---- | ---- | ---- | ---- | ---- | ---- | ---- | ---- |
| Obyvatelé | 291  | 311  | 291  | 289  | 295  | 265  | 236  | 165  | 156  | 123  | 101  | 72   | 58   | 75   |
| Domy      | 48   | 50   | 57   | 58   | 60   | 60   | 62   | 62   | 43   | 43   | 37   | 49   | 49   | 49   |

## Pamětihodnosti
V obci se zachovala původní zástavba ze 17. a 18. století.[zdroj?]

## Galerie

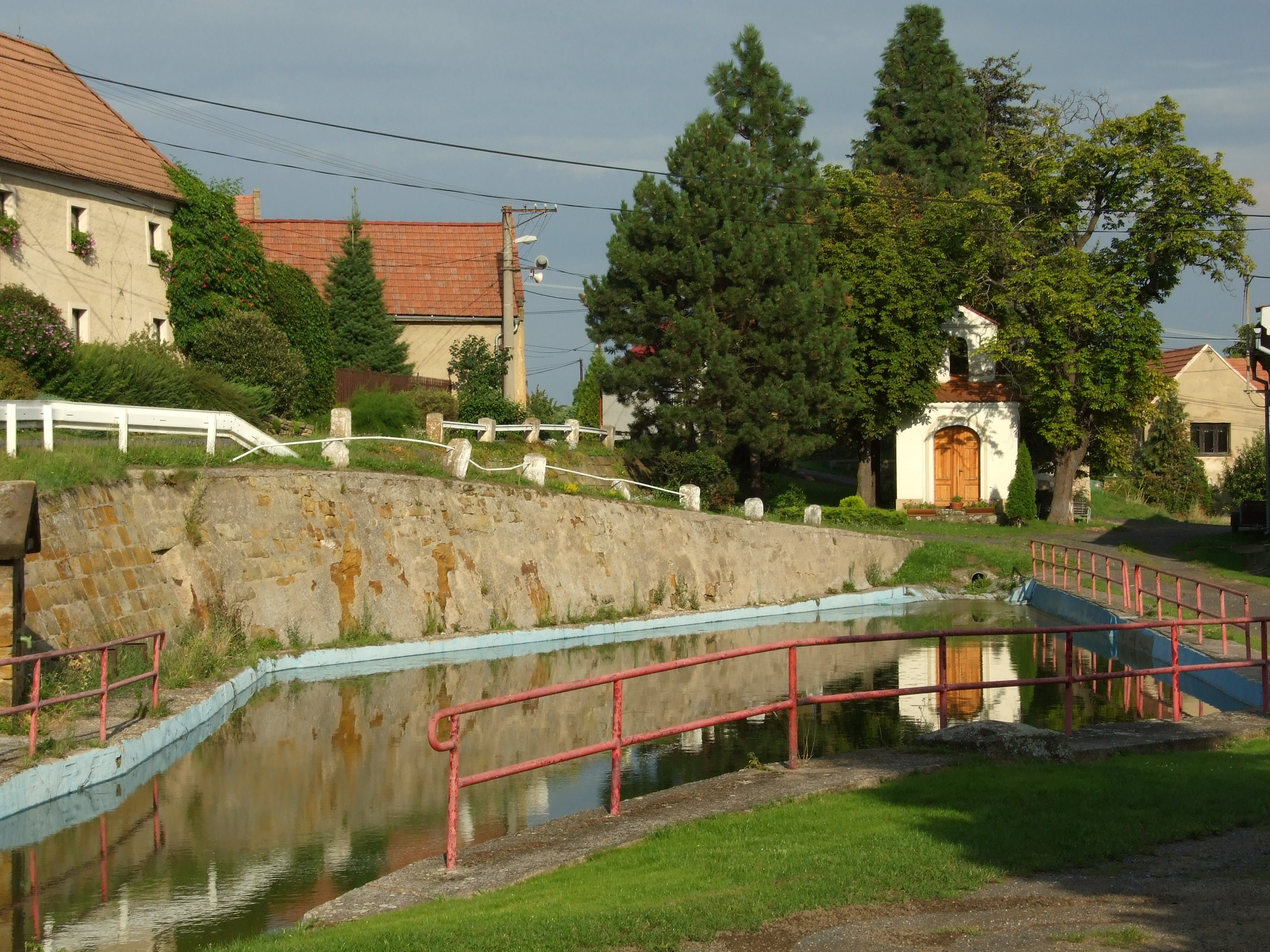
Požární nádrž s kapličkou
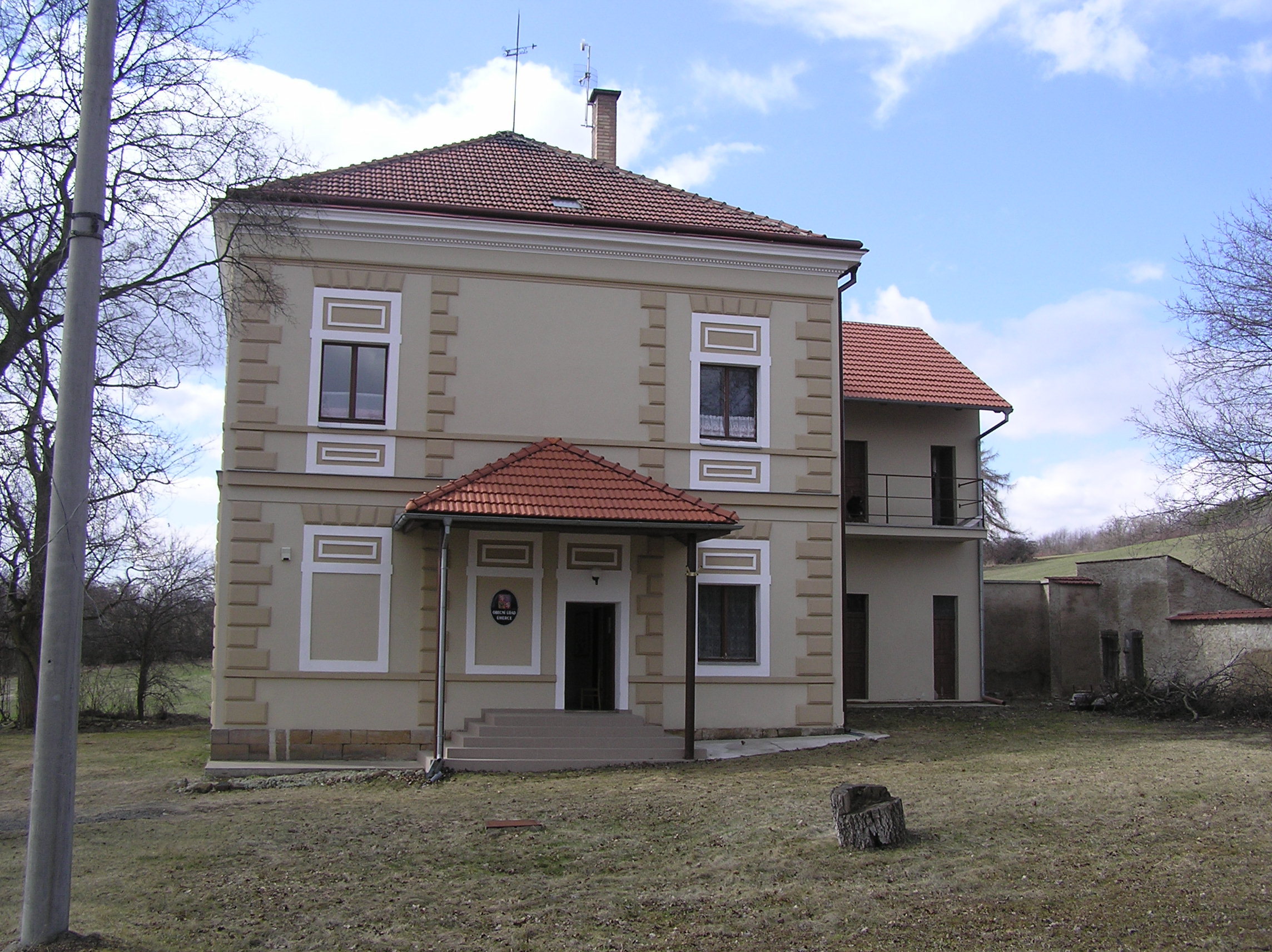
Obecní úřad
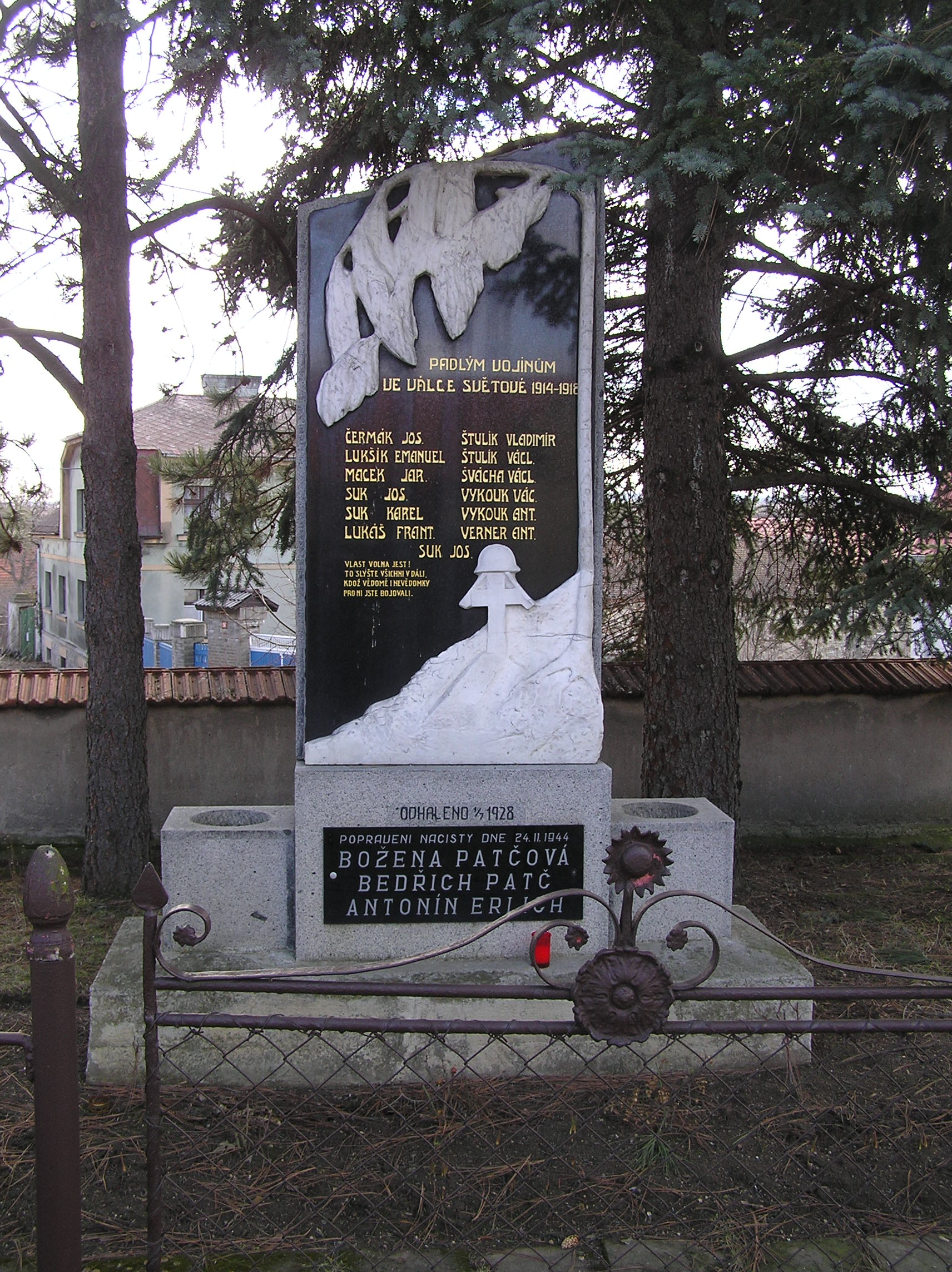
Pomník obětem první světové války
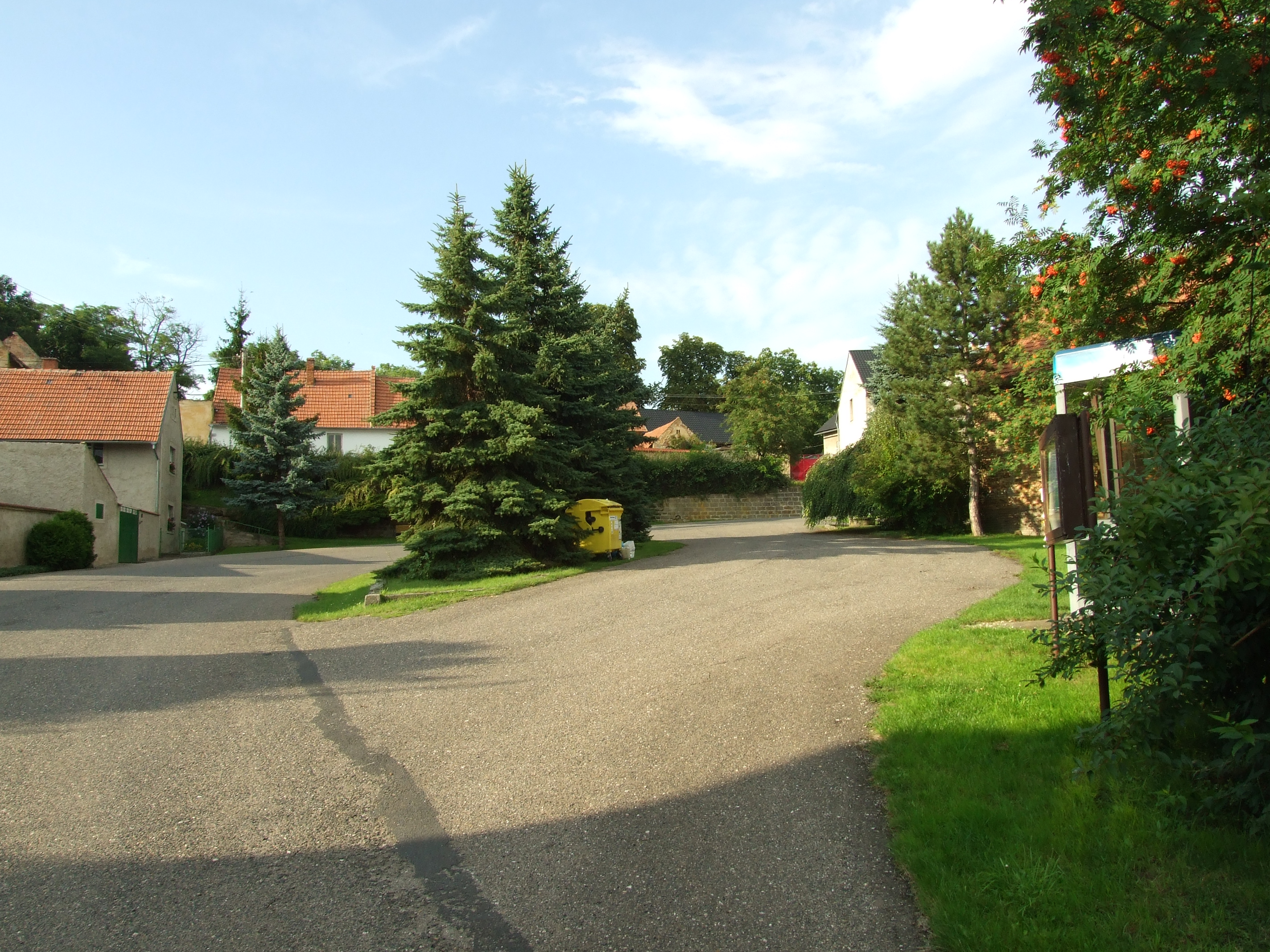
Náves